# Friends Life Group
Die Friends Life Group war ein insbesondere im Vereinigten Königreich tätiger Versicherer mit Sitz in Saint Peter Port auf Guernsey. Bis 2014 firmierte das Unternehmen als Resolution Life.

## Geschichte
Der Versicherungsmanager Clive Cowdery verkaufte 2008 eine von ihm unter dem Namen Resolution Life geführte Run-Off-Gesellschaft an die Phoenix Group Holdings, behielt jedoch die Namens- und Marktrechte und gründete daraufhin auf Guernsey erneut eine Gesellschaft unter diesem Namen. Mit dieser übernahm er für 1,9 Milliarden Pfund 2009 das Versicherungsunternehmen Friends Provident mit Sitz in London, bereits mit der alten Gesellschaft hatte er sich 2007 vergeblich um die Übernahme des im FTSE 100 gehandelten Versicherungsunternehmens bemüht. Daraufhin wurde die Notierung an der London Stock Exchange auf die Muttergesellschaft übertragen. 2010 übernahm diese das Geschäft der britischen Axa-Tochter Axa Sun Life sowie von Bupa Health Assurance. 2011 fusionierte Resolution seine drei Tochtergesellschaften und änderte nach der Jahreshauptversammlung im Mai 2014 seinen Namen in Friends Life Ende des Jahres wurde die Versicherungsgruppe für zirka 5 Milliarden Pfund an Aviva veräußert. Zu diesem Zeitpunkt gehörte das international tätige Unternehmen nach Marktkapitalisierung zu den fünf größten Lebensversicherern des Vereinigten Königreichs. 2015 wurde die Übernahme final vollzogen und das Geschäft in Aviva UK integriert.
Cowdery behielt erneut die Namens- und Marktrechte und gründete eine neue Gesellschaft unter dem Namen Resolution Life in Delaware, die 2013 die Mehrheit am Run-off-Geschäft der US-Versicherungsgruppe Allstate übernahm.